# Powiat nowodworski (województwo pomorskie)
Powiat nowodworski (pierwotnie w 1998 roku podczas prac nad reformą administracyjną roboczo pod nazwą powiat żuławski) – powiat w Polsce w województwie pomorskim, utworzony w 1999 roku w ramach reformy administracyjnej. Jego siedzibą jest miasto Nowy Dwór Gdański.
W skład powiatu wchodzą:
- miasta: Krynica Morska, Nowy Dwór Gdański
- gminy miejskie: Krynica Morska
- gminy miejsko-wiejskie: Nowy Dwór Gdański
- gminy wiejskie: Ostaszewo, Stegna, Sztutowo

Według danych z 31 grudnia 2019 roku powiat zamieszkiwało 35 580 osób. Natomiast według danych z 30 czerwca 2020 roku powiat zamieszkiwały 35 483 osoby.

## Położenie
Według danych z 1 stycznia 2012 r. powierzchnia powiatu wynosiła 671,53 km².
Sąsiednie powiaty:
- pomorskie: miasto Gdańsk, powiat gdański, powiat malborski
- województwo warmińsko-mazurskie: powiat elbląski, powiat braniewski

## Rada Powiatu
| Ugrupowanie                               | 2002–2006  | 2006–2010 | 2010–2014 | 2014–2018 | 2018–2024 | 2024-2029 |
| ----------------------------------------- | ---------- | --------- | --------- | --------- | --------- | --------- |
| Nasze Żuławy i Mierzeja                   | -          | -         | -         | 3         | 4         | 6         |
| Mieszkańcy dla Powiatu                    | -          | -         | -         | -         | -         | 4         |
| Prawo i Sprawiedliwość                    | -          | 1         | -         | 4         | 3         | 3         |
| Trzecia Droga                             | -          | -         | -         | -         | -         | 1         |
| Przyszłość dla Powiatu Nowodworskiego     | -          | -         | -         | -         | -         | 1         |
| Platforma Obywatelska*                    | -          | -         | 5         | 4         | 6         | -         |
| Polskie Stronnictwo Ludowe                | -          | -         | -         | -         | 2         | -         |
| Porozumienie Samorządowe                  | 7          | 5         | 4         | 3         | -         | -         |
| Sojusz Lewicy Demokratycznej              | 2 (SLD-UP) | -         | -         | 1         | -         | -         |
| Samorządowe Forum Wyborcze "Razem Lepiej" | -          | -         | 4         | -         | -         | -         |
| Żuławy - Mierzeja                         | 4          | 3         | 1         | -         | -         | -         |
| Pozarządowa Akcja dla Żuław i Mierzei     | -          | -         | 1         | -         | -         | -         |
| Samoobrona                                | 2          | 2         | -         | -         | -         | -         |
| Nasze Żuławy Mierzeja                     | -          | 2         | -         | -         | -         | -         |
| Samorządowiec 2006                        | -          | 2         | -         | -         | -         | -         |

W 2018 Platforma Obywatelska wystawiła komitet wyborczy pod nazwą Koalicja Żuławy i Mierzeja.

## Demografia
Według danych z 31 grudnia 2023 r. powiat miał 33 740 mieszkańców. Powiat nowodworski jest powiatem o najmniejszej liczbie mieszkańców w woj. pomorskim.
Przyrost naturalny na 1000 mieszkańców wynosi -4,65.
Saldo migracji wewnętrznych wynosi -35, a zagranicznych -1.
Prognozowana liczba ludności w roku 2050 to 29 994 mieszkańców.
Liczba ludności (dane z 30 czerwca 2013):
|        | Ogółem | Ogółem | Kobiety | Kobiety | Mężczyźni | Mężczyźni |
| osób   | %      | osób   | %       | osób    | %         |           |
| ------ | ------ | ------ | ------- | ------- | --------- | --------- |
| Ogółem | 36 398 | 100    | 18 268  | 50,19   | 18 130    | 49,81     |
| Miasto | 11 462 | 31,49  | 5934    | 16,30   | 5528      | 15,19     |
| Wieś   | 24 936 | 68,51  | 12 334  | 33,89   | 12 602    | 34,62     |

▶Wieś vs ▶miasto
Ogółem (▶k, ▶m)
Miasto (▶k, ▶m)
Wieś (▶k, ▶m)
- Piramida wieku mieszkańców powiatu nowodworskiego w 2021 r.

### Ludność w latach
|      | \| Lata \| Ludność[14] (stan na 31 grudnia) \| \| ---- \| -------------------------------- \| \| 1999 \| 35 416 \| \| 2000 \| 35 532 \| \| 2001 \| 35 685 \| \| 2002 \| 35 654 \| \| 2003 \| 35 729 \| \| 2004 \| 35 602 \| \| 2005 \| 35 549 \| \| 2006 \| 35 487 \| \| 2007 \| 35 542 \| \| 2008 \| 35 608 \| \| 2009 \| 35 642 \| \| 2010 \| 35 700 \| \| 2011 \| 36 471 \| \| 2012 \| 36 459 \| |
| Lata | Ludność (stan na 31 grudnia) |
| 1999 | 35 416 |
| 2000 | 35 532 |
| 2001 | 35 685 |
| 2002 | 35 654 |
| 2003 | 35 729 |
| 2004 | 35 602 |
| 2005 | 35 549 |
| 2006 | 35 487 |
| 2007 | 35 542 |
| 2008 | 35 608 |
| 2009 | 35 642 |
| 2010 | 35 700 |
| 2011 | 36 471 |
| 2012 | 36 459 |